# وندمارک
وندمارک (به آلمانی: Wendemark) یک منطقهٔ مسکونی در آلمان است که در التمارکیسچ ویسچ واقع شده‌است. وندمارک  ۲۳۴ نفر جمعیت دارد.